# 羅傳賢
羅傳賢，中華民國台灣法學學者、官員，專長為立法程序與技術、行政程序法，現為中央警察大學推廣中心兼任教授，曾任立法院法制局長、行政院人權推動小組委員、法人監督小組委員、財團法人器官捐贈移植登錄中心監察人等職務。

## 生平
羅傳賢自中央警察大學畢業後，於1983年任警察官；1988年，羅傳賢考取公務人員甲等特考一般行政法制組第一名，公務生涯期間曾至英國倫敦政經學院政府學系國會制度專題研究進修。
1993年，羅傳賢任行政院新聞局廣播電視處處長。1996年，羅傳賢請調美國，轉任新聞局駐休士頓新聞組長，2000年，羅傳賢接任立法院法制局局長。

## 著作
- 人權保障與正當法律程序（士明圖書公司出版，2010 年 11 月）
- 行政程序法論－兼論聽證與公聽護制度（五南公司出版，2018 年 12 月）
- 行政法概要（五南公司出版，2011 年 9 月）
- 立法程序與技術（五南公司出版，2012 年 7 月）
- 國會與立法技術（五南公司出版，2004 年 11 月）
- 會議管理與法制（五南公司出版，2006 年 9 月）
- 從五權憲法理論檢視立法權預算決議之合法性（五南公司，2007 年 1 月）
- 警察法規概論（五南公司出版，2018 年 1 月）